# Convention quatrième meilleure
 (avril 2025).
Si vous disposez d'ouvrages ou d'articles de référence ou si vous connaissez des sites web de qualité traitant du thème abordé ici, merci de compléter l'article en donnant les références utiles à sa vérifiabilité et en les liant à la section « Notes et références ».
Dans le jeu de bridge la convention quatrième meilleure est utilisée à l'entame contre un contrat à sans-atout.
Elle consiste à entamer de la carte la quatrième meilleure dans une couleur longue où l'on détient un honneur.
Ainsi dans une couleur cinquième, avec par exemple R8762, on entame du 6.
Si la couleur entamée ne contient pas d'honneur, on entame de la seconde meilleure.
Si la couleur entamée ne contient que trois cartes et un honneur on entame de la carte intermédiaire.
Si la couleur entamée ne contient ni au moins quatre cartes, ni d'honneurs, on entame de la plus grosse. Cette technique est empruntée aux anglo-saxons qui l'appellent top of nothing.
Deux restrictions à cette convention :
Quand on possède une séquence d'au moins trois honneurs, on entame du plus gros honneur de la séquence
Quand on entame dans la couleur nommée par le partenaire, on entame en pair-impair

## Règle de onze
Cette règle s'applique sur une entame en quatrième meilleure.
On soustrait de 11 le rang de la carte entamée, le résultat donne le nombre de cartes supérieures à la carte d'entame entre les 3 autres mains (le mort, le flanc droit et le déclarant).
Ainsi, chacun des 2 autres joueurs connaît le nombre de cartes supérieures à la carte d'entame présentes dans les mains cachées.
Par exemple : 
Votre partenaire entame du 7 de pique, le mort y détient 954 et vous D103. La règle de 11 (11 - 7 = 4) vous dit qu'il y a 4 cartes supérieures au 7 dans votre main, celle du déclarant et au mort. Vous voyez 3 cartes supérieures au 7 (le 9 du mort et vos dame et 10). Vous en déduisez donc que le déclarant ne possède qu'une carte supérieure au 7 à pique. De la même façon, le déclarant sait qu'il existe 2 cartes supérieures au 7 dans votre main.